# Randhir Singh
Randhir Singh – indyjski zapaśnik walczący w stylu wolnym. Wicemistrz igrzysk Wspólnoty Narodów w 1994 i mistrzostw Wspólnoty Narodów w 1995. Szósty na mistrzostwach Azji w 1989 roku.